# Алиханов, Энвер Назарович
Энвер Назар оглы Алиханов или Энвер Назарович Алиханов (17 (30) апреля 1917, Баку — 31 июля 1992) — советский государственный и партийный деятель, учёный, доктор геолого-минералогических наук (1965), профессор (1967). Член КПСС с 1943.

## Биография
Энвер Алиханов родился в Баку в семье рабочего. В 1934 году он окончил Бакинский нефтяной техникум им. Лассаля, а в 1941 году — Азербайджанский индустриальный институт по специальности горный инженер. Получив высшее образование, Алиханов работал инженер-геологом в геологическом отдела треста «Орджоникидзенефть». В июне-декабре 1941 года Энвер Назарович — курсант Тбилисского артиллерийского училища, а с декабря месяца того же года — начальник штаба артиллерийского дивизиона в Крыму и на Северо-Кавказском фронте. С ноября 1942 г. старший геолог нефтепромысла «Лениннефть» в Баку.
В ноябре 1945 года Алиханов стал инструктором нефтяного отдела ЦК Компартии Азербайджана. В октябре следующего года он уже заместитель заведующего нефтяным отделом Бакинского горкома партии. В марте 1947 года Энвер Назарович Алиханов был назначен вторым секретарём, а в декабре следующего года — первый секретарь Орджоникидзевского райкома партии города Баку. В июле 1950 года Алиханов заведующий отделом тяжелой промышленности ЦК Компартии Азербайджана, а в мае следующего года начальник объединения «Азнефтеразведка». В 1952—1954 гг. он являлся начальником объединения «Азморнефть».
Продвигаясь по карьерной лестнице Энвер Назарович Алиханов в 1954 году стал заместителем министра нефтяной промышленности Азербайджанской ССР. Спустя четыре года он занял кресло министра нефтяной промышленности Азербайджанской ССР.
В 1959 - 1961 гг. - секретарь ЦК КП Азербайджана.
В декабре 1961 года Алиханов сменил Мамеда Искендерова на посту председателя Совета Министров Азербайджанской ССР. Алиханов был одним из трех кандидатов на должность первого секретаря ЦК КП Азербайджана в июле 1969 года. Он занимал этот пост до апреля 1970 года. После того как Энвер Алиханов покинул этот пост он стал директором Института геологии Академии наук Азербайджанской ССР. Одновременно с января 1977 года — руководитель лаборатории научного центра «Каспий» Академии наук Азербайджанской ССР. С апреля 1979 года Алиханов — руководитель лаборатории научного цеха «Геофизики» Академии наук Азербайджанской ССР. Депутат Верховного Совета СССР 6 и 7 созыва. Кандидат в члены ЦК КПСС в 1966—1971 гг.

## Награды[1]
- Лауреат Ленинской премии (1961)
- Два ордена Ленина
- Орден Трудового Красного Знамени
- Орден Отечественной войны II степени (6.04.1985).